# Drosophila pinnitarsus
Drosophila pinnitarsus este o specie de muște din genul Drosophila, familia Drosophilidae, descrisă de Bock în anul 1976. Conform Catalogue of Life specia Drosophila pinnitarsus nu are subspecii cunoscute.